# Chimel Vita
Chimel Kiala Vita Nzaka, noto semplicemente come Chimel Vita (23 agosto 1983), è un ex giocatore di calcio a 5 congolese (Repubblica Democratica del Congo) con cittadinanza francese.

## Carriera
Originario dello Zaire, Vita si è trasferito in Francia nel 1994, dove è cresciuto. Ha iniziato a praticare il calcio a 5 nel 2001 in alcune società di Issy-les-Moulineaux. Vita ha legato buona parte della sua carriera al Kremlin-Bicêtre, con cui ha giocato, sebbene non continuativamente, nove stagioni sportive. Con i bianconeri ha vinto tre campionati francesi e altrettante coppe nazionali. Vita è stato inoltre capocannoniere della Coppa UEFA 2010-2011, nella quale ha realizzato 16 reti in cinque partite (delle quali otto agli svedesi del Vimmerby).

## Palmarès
- Campionato francese: 3
Kremlin-Bicêtre: 2009-10, 2015-16, 2017-18
- Coppa di Francia: 5
Issy: 2006-07
Kremlin-Bicêtre: 2013-14, 2015-16, 2017-18
Sporting Parigi: 2014-15